# Кидал (регион)
Кидал е една от 8-те области на Мали. Площта ѝ е 151 430 км², а населението (по преброяване от 2009 г.) е 67 739 души. Столицата ѝ е град Кидал.

## География
Област Кидал граничи на запад с област Томбукту, на юг с област Гао, на изток с Нигер и на север с Алжир.
Климатът в областта е пустинен, с дневни температури, достигащи 45 °C.
Населението е около 85 000 души. По-голямата част от него представляват народите туареги и сонгаи.
Най-големите градове в област Кидал са столицата Кидал и градовете Тесалит и Агуелхок.

## Транспорт и икономика
Главните икономически активности в областта са животновъдството, търговията и производството на плавателни съдове. В някои части от Кидал е развито търговското земеделие. Областта е крайно изолирана, с неасфалтирани шосета и без плавателни реки за транспорт.

## Култура
Всяка година в град Есук, разположен в областта, се провежда Пустинният Музикален Фестивал.
Населението на Кидал е съставено главно от туареги, номадска етническа група, произхождаща от берберите.
Макар че номадският начин на живот остава най-добре адаптиран към трудните условия в областта, много хора започват да се заселват и да остават трайно в градове като Кидал, Тесалит и др.